# Faculdade de Engenharia Elétrica e de Computação da Unicamp
A Faculdade de Engenharia Elétrica e de Computação (FEEC) é uma das unidades da Universidade Estadual de Campinas (UNICAMP).

## História
Em 1967, concomitantemente à instalação da UNICAMP, foi criada a Faculdade de Engenharia de Campinas (FEC), tendo o Departamento de Engenharia Elétrica como o responsável pelo curso de mesmo nome.
Em maio de 1985, durante o mandato do Prof. Dr. Helio Waldman, foi proposta a transformação do Departamento de Engenharia Elétrica na Faculdade de Engenharia Elétrica (FEE), o que foi aprovado pelo Conselho Diretor da UNICAMP no dia 27 de maio de 1986 no mandato do Reitor Prof.Dr. Paulo Renato Costa Souza e publicado como ato do governador Franco Montoro em 1 de setembro de 1986.
Em 1990, o curso de Engenharia de Computação foi iniciado em parceria com o instituto de computação. Em 26 de março de 1996, durante o mandato do Prof. Dr. Wagner Caradori do Amaral e no mandato do Reitor Prof. Dr. José Martins Filho, o Conselho Universitário da UNICAMP aprovou a alteração de nome da FEE para Faculdade de Engenharia Elétrica e de Computação (FEEC). Esta alteração foi publicada como ato do governador Mario Covas em 2 de julho de 1997.
A FEEC oferece na Graduação os Cursos de Engenharia Elétrica (100 vagas) e Engenharia de Computação (90 vagas em conjunto com o Instituto de Computação da UNICAMP). As atividades de Graduação ocorrem nos três períodos do dia e desde 1992, 30 vagas são oferecidas no período noturno, permitindo-se aos alunos transitarem entre os períodos.
Na Pós-Graduação, o Curso de Engenharia Elétrica oferece concentração nas áreas de Automação, Biomédica, Computação, Eletrônica - Microeletrônica e Optoeletrônica, Energia, Telecomunicações e Telemática.
Na graduação, o curso de Engenharia Elétrica sempre obteve grau A em todas as avaliações realizadas. O Curso de Pós-Graduação em Engenharia Elétrica é um dos poucos cursos de Pós-Graduação em Engenharia Elétrica no Brasil com nota 7 na avaliação da CAPES.

Atualmente o diretor da FEEC é o Prof. Dr. José Alexandre Diniz.

## Cursos de graduação
É responsável pelos cursos de graduação em Engenharia Elétrica e em Engenharia de Computação (este em conjunto com o IC - Instituto de Computação). Também ministra cursos de pós-graduação.
O curso de engenharia elétrica está entre os 50 melhores do mundo de acordo com o ranking internacional QS World University Rankings de 2015. No quesito reputação acadêmica o curso está na 28ª posição no mundo.

## Departamentos
- DCA Departamento de Eng. de Computação e Automação Industrial
- DEB Departamento de Engenharia Biomédica
- DECOM Departamento de Comunicações
- DEMIC Departamento de Eletrônica e Microeletrônica
- DENSIS Departamento de Engenharia de Sistemas
- DMCSI Departamento de Máquinas, Componentes e Sistemas Inteligentes
- DMO Departamento de Micro-onda e Óptica
- DSCE Departamento de Sistemas de Controle e Energia
- DSEE Departamento de Sistemas de Energia Elétrica
- DSIF Departamento de Semicondutores, Instrumentos e Fotônica
- DT Departamento de Telemática

## Entidades Estudantis
- 3E Unicamp - Empresa Júnior do curso de Engenharia Elétrica (1° Empresa Júnior de Engenharia Elétrica do Brasil)
- CONPEC - Empresa Júnior dos cursos de Computação(Engenharia e Ciência)
- AAAFEE - Associação Atlética Acadêmica da Faculdade de Engenharia Elétrica
- APOGEEU - Associação dos Pós-Graduandos da FEEC
- CABS - Centro Acadêmico Bernardo Sayão
- GDA - Grupo Discente de Avaliação
- IEEE Unicamp - Ramo Estudantil do Instituto dos Engenheiros Eletricistas e Eletrônicos da Unicamp
- LEU - Liga das Engenharias da Unicamp
- MTE - Mercado de Trabalho em Engenharia
- PercUrsão - Bateria das Engenharias

## Professores notáveis
- Maria Cristina Dias Tavares